# Coucy (Ardennes)
Coucy település Franciaországban, Ardennes megyében. Lakosainak száma 530 fő (2022. január 1.). Coucy Amagne, Ambly-Fleury, Doux, Lucquy, Novy-Chevrières, Seuil és Thugny-Trugny községekkel határos.

## Népesség
A település népességének változása:
| Lakosok száma | 406  | 460  | 478  | 508  | 517  | 509  | 505  | 508  | 518  | 530  |
|               | 1968 | 1982 | 1990 | 2006 | 2013 | 2015 | 2017 | 2019 | 2020 | 2022 |